# Пихта белокорая
Пи́хта белоко́рая, или Пи́хта почкочешу́йная, или Пи́хта почкочешуйчатая (лат. Ābies nephrolēpis) — дерево; вид рода Пихта семейства Сосновые.
Растёт в смешанных и темнохвойных лесах. В горах произрастает на высотах до 1500 м над уровнем моря.

## Ботаническое описание
Вечнозелёное дерево до 30 м высотой и до 35-50 см диаметром, с узкоконической кроной.
Кора гладкая, серебристо-серая, с возрастом темнеющая, с желваками, заполненными душистой прозрачной живицей (также называемой пихтовый бальзам). Шишки молодые фиолетовые, позднее тёмно-бурые, 4,5—5,5 см длиной и 2—2,5 см в диаметре. Пыление происходит перед распусканием молодой хвои. Шишки направлены всегда вверх.
Хвоя на концах слегка раздвоенная, не колючая длиной 1-3 см, расположена по одной, плоская, тёмно-зелёная, сверху блестящая, снизу — с двумя яркими сизо-белыми полосками, расположена спирально или гребенчато. Отдельно каждая хвоинка сохраняется на дереве четыре — пять лет.

## Распространение и экология
Распространена на северо-востоке Китая, в северной части Корейского полуострова. В России — Приморский и Хабаровский края, Амурская область. На Дальнем Востоке распространена только на материковой части, доходя на севере до южного побережья Охотского моря и на западе до бассейна реки Зеи.
Чистых лесов почти не образует, в древостоях господствует редко и обычно составляет второй ярус в темнохвойных пихтово-еловых лесах. Вверх поднимается до верхней границы леса, где даёт стелющиеся формы, у которых рано отмирает вершина, прекращается рост главного ствола и его заменяют нижние ветви, стелющиеся по камням.
Одна из сравнительно быстрорастущих хвойных пород и в благоприятных условиях к 100 годам достигает 25 м высоты и 30 см в диаметре. Предельный возраст около 200 лет. Рано повреждается гнилью и у всех наиболее крупных экземпляров возраст точно установить не удаётся. Требовательна к влажности воздуха и почвы, теневынослива и в остальном экологией схожа с пихтой сибирской.
По данным Леонида Любарского и Любови Васильевой на пихте белокорой найдены следующие дереворазрушающие грибы: трутовик Гартига (Phellinus hartigii), корневая губка (Heterobasidion annosum) (часто служит причиной ветровала), трутовик окаймлённый (fomitopsis pinicola), феолус Швейница (phaeolus schweinitzii), трутовик серно-жёлтый (laetiporus sulphureus), ишнодерма смолистая (Ischnoderma resinosum), трутовик оранжевый (Hapalopilus fibrillosus), трутовик еловый (Polystictus circinatus) (изредка), трутовик северный (Polyporis borealis).

## Хозяйственное значение и применение

### В промышленности и строительстве
Древесина по своим техническим качествам уступает всем другим хвойным породам Дальнего Востока. В древесине пихты смоляные ходы отсутствуют; она светло-жёлтого цвета, легко обрабатывается. Пихта даёт брёвна для выработки пиломатериалов. Из живицы получают скипидар.
По физико-механическим свойствам древесина пихты белокорой уступает ели аянской (picea jezoensis) и не разительно отличается от пихты сибирской (abies sibirica) и пихты цельнолистной (abies holophylla). Сравнение физико-механических свойств дано в таблице ниже:
| Свойства                      | Пихта цельнолистная | Пихта белокорая | Пихта сибирская | Ель аянская |
| ----------------------------- | ------------------- | --------------- | --------------- | ----------- |
| Число слоёв в 1 см            | 5,6                 | 6               | 7,5             | 6,8         |
| Процент поздней древесины     | 19                  | 18              | 22              | 23          |
| Объёмный вес г/см³            | 0,40                | 0,40            | 0,39            | 0,45        |
| Коэффициент усушки, %:        |                     |                 |                 |             |
| радиальной                    | 0,15                | 0,12            | 0,13            | 0,19        |
| тангенциальной                | 0,35                | 0,34            | 0,35            | 0,36        |
| Предел прочности кгс/см²:     |                     |                 |                 |             |
| при сжатии вдоль волокон      | 327                 | 361             | 330             | 391         |
| при статическом изгибе        | 626                 | 674             | 584             | 751         |
| при растяжении вдоль волокон  | 972                 | —               | —               | 1263        |
| при скалывании вдоль волокон: |                     |                 |                 |             |
| в радиальной плоскости        | 58                  | 40              | 60              | 63          |
| в тангенциальной плоскости    | 57                  | 44              | 65              | 60          |

Сучковатость значительно снижает качество древесины, а раннее поражение на корню дерево разрушающими грибами иногда обесценивает её как строительный и поделочный материал.

### В медицине
Из хвои молодых веток («пихтовой лапки») и шишек путём перегонки с водяным паром получают эфирное пихтовое масло, которое служит сырьём для получения медицинской камфоры, а в хвое также аскорбиновая кислота. Содержание эфирного масла в «лапке» 2—2,17 %.

### В медицине и оптике
Пихтовый бальзам, содержащийся в желваках коры, перерабатывается и используется в медицине (для приготовления ряда препаратов) и в оптике для склеивания элементов оптических систем. Для добывания бальзама желваки прокалываются и сдавливаются.

### В декоративном садоводстве
В декоративном отношении значительно уступает пихте сибирской благодаря своей короткой хвое и более широкой и не столь заострённой кроне.
За пределами естественного ареала известна в культуре в ряде ботанических парков. В Орловской области на опорной лесостепной станции имелась группа этой пихты в возрасте 25 лет, достигая 6,6 м высоты при диаметре в 9,5 см, вполне удовлетворительно рос в дендрарии Лесотехнической академии в Санкт-Петербурге и в ряде других пунктов.